# TimeFor.TV
 Der er for få eller ingen kildehenvisninger i denne artikel, hvilket er et problem. Du kan hjælpe ved at angive troværdige kilder til de påstande, som fremføres i artiklen.

TimeFor.TV (tidligere ontv.dk) var en international online tv-guide med programoversigter for mere end 2000 tv-kanaler. TimeFor.TV dækkede hele Skandinavien, England, Tyskland, Østrig, Schweiz og Frankrig. Derudover fandtes der programdata for de resterende europæiske lande samt Mellemøsten, USA, Asien og Afrika.
Den danske version af hjemmesiden havde i sin første fulde måned, november 2012, ca. 131.000 unikke besøgende.
11. maj 2016 meddeltes det, at sitet var lukket efter at være blevet købt op af Gracenote.

## Historie
TimeFor.TV blev oprindeligt startet af Morten Trolle i 2003 som Ontv.dk. Dengang var det en lille tv-guide med de otte største danske tv-kanaler. Siden er siden vokset støt. I oktober 2012 skiftede sitet navn til TimeFor.TV.

### TimeFor.TV globalt
TimeFor.TV havde fra efteråret 2012 også sites i Norge, Sverige, Tyskland, Frankrig, Italien og Spanien.

## Tv-guiden
TimeFor.TV var hovedsageligt en tv-guide, som viste, hvad der kom i fjernsynet 14 dage frem for ca. 2000 kanaler. Tv-guiden havde blandt andet mulighed for at give notifikationer, når brugerens ønskede programmer blev sendt.
TimeFor.TV's online-tv-guide var oprindeligt pc-baseret, men fandtes også som applikation til iPhone, iPad, Android og Windows Phone.

### Artikler
Med navneændringen fra Ontv.dk til TimeFor.TV begyndte virksomheden at udgive små aktuelle nyhedsartikler relateret til tv. 

## XMLTV
TimeFor.TV muliggjorde download af tv-guidens rå EPG-data i et standard [XMLTV]-format, som kunne integreres i multimediecentre. Download af XMLTV-formatet forudsatte et abonnement.

## Anmeldelser
Før virksomheden ændrede navn, fik hjemmesiden flere gode anmeldelser på flere forskellige internetfora, blogs og computersider. Hjemmesiden fik fire ud af fem stjerner på trustpilot og havnede på pcworld.dk's top fem over danske online tv-oversigter.

## Sociale medier
Man kunne logge på hjemmesiden med sin Facebook-konto, og TimeFor.TV kunne bruges på tværs af de sociale medier såsom Facebook, Twitter og Google+. 